# Repressão etíope em Ogadênia em 2007–2008
A repressão etíope em Ogadênia em 2007–2008 (denominada guerra suja na Etiópia por alguns meios de comunicação) foi uma campanha militar conduzida pelas forças armadas da Etiópia numa ofensiva contra os rebeldes da Frente de Libertação Nacional de Ogadênia. A repressão começou depois que os guerrilheiros mataram 74 pessoas em um ataque a um campo de exploração de petróleo chinês em abril de 2007.
As principais operações militares foram concentradas nas cidades de Degehabur, Dahar Kebri, Wardha e Shilavo em Ogadênia, que estão na Região Somali da Etiópia. A área é o lar do clã Ogadênia, considerado como a base de apoio a Frente de Libertação Nacional de Ogadênia.
Segundo a Human Rights Watch (HRW), diversas violações de direitos humanos foram perpetradas pelo exército etíope e pelos rebeldes. Centenas de civis foram mortos e dezenas de milhares de pessoas foram deslocadas somente em 2007, embora os números exatos sejam desconhecidos, pois a área é remota e o governo etíope restringiu o acesso à região para jornalistas e organizações humanitárias. Várias organizações de direitos humanos compararam à situação em Ogadênia com o sofrimento dos civis na guerra em Darfur, no Sudão.

## Expulsões de agências humanitárias
Grandes segmentos da região eram inacessíveis a organizações estrangeiras enquanto as tropas etíopes tentavam suprimir a insurgência rebelde. Em julho de 2007, o governo deu à Cruz Vermelha sete dias para deixar Ogadênia. A ONG Médicos sem Fronteiras, que foi uma das doze organizações autorizadas a trabalhar em Ogadênia, acusou a Etiópia de negar-lhe o acesso à região.
Em 6 de novembro, o Escritório das Nações Unidas para a Coordenação de Assuntos Humanitários (OCHA) anunciou a abertura de uma instalação de ajuda na região de Ogadênia. A ONU também pediu uma investigação independente sobre alegações de abusos de direitos humanos por forças etíopes na região.

## Envolvimento da Eritreia e da Somália
A Etiópia acusou seu vizinho Eritreia de usar a Frente de Libertação Nacional de Ogadênia para se envolver em uma guerra por procuração para destruir a economia etiope. Os dois países permaneceram inimigos jurados devido ao conflito fronteiriço etíope-eritreu. O governo de Asmara negou ter prestado qualquer assistência a Frente de Libertação Nacional de Ogadênia e acusou a Etiópia de fazer da Eritreia um bode expiatório diante da sua incapacidade de resolver os diferendos com os numerosos povos etíopes.
A campanha de repressão também esteve ligada às operações militares etíopes na Somália. Uma das razões pelas quais a Etiópia quis expulsar a União dos Tribunais Islâmicos em dezembro de 2006 foi, sem dúvida, seu desejo de romper os laços entre a Frente de Libertação Nacional de Ogadênia, os Tribunais Islâmicos governantes e a Eritreia, sendo esta última suspeita de ter fornecido armas e apoio logístico a Frente de Libertação Nacional de Ogadênia. Alguns especialistas acreditam que a Frente de Libertação Nacional de Ogadênia estava ativa na capital somali Mogadíscio em 2006 quando era controlada pela União dos Tribunais Islâmicos e que combatentes islamistas se refugiaram em Ogadênia após serem expulsos da capital por tropas etíopes.